# Geschlechterbrunnen

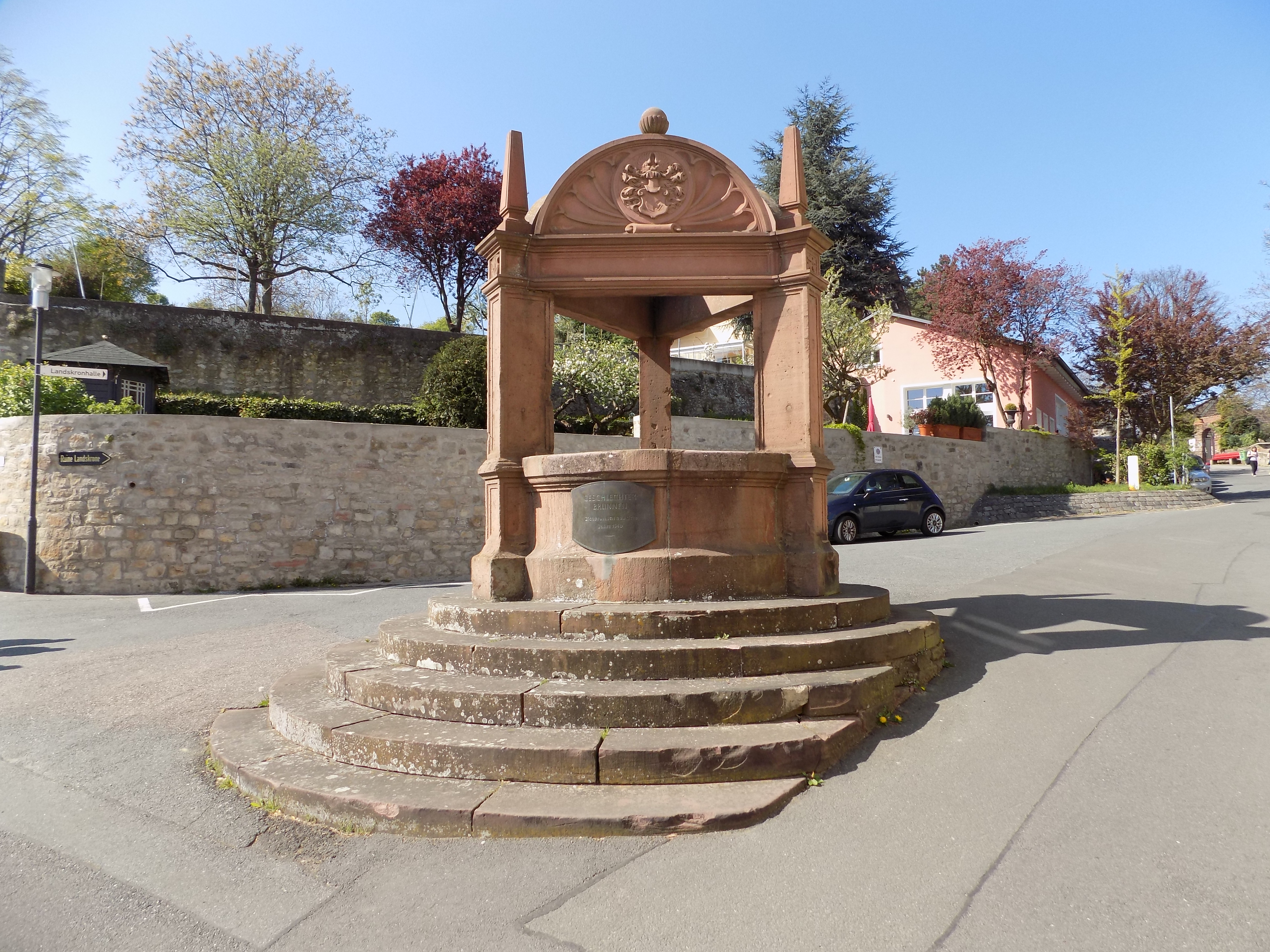
Der Geschlechterbrunnen (auch „Ritterbrunnen“) in Oppenheim

Der Geschlechterbrunnen (auch Ritterbrunnen) ist ein unter Denkmalschutz stehender Brunnen aus der Frühen Neuzeit in der rheinland-pfälzischen Stadt Oppenheim.

## Lage
Der Brunnen ist an der Dalbergstraße verortet, wo die Straßen Zuckerberg und Schulstraße ihren Anfang nehmen und somit, gemeinsam mit der Dalbergstraße, einen Straßenkreuzungspunkt bilden.

## Geschichte

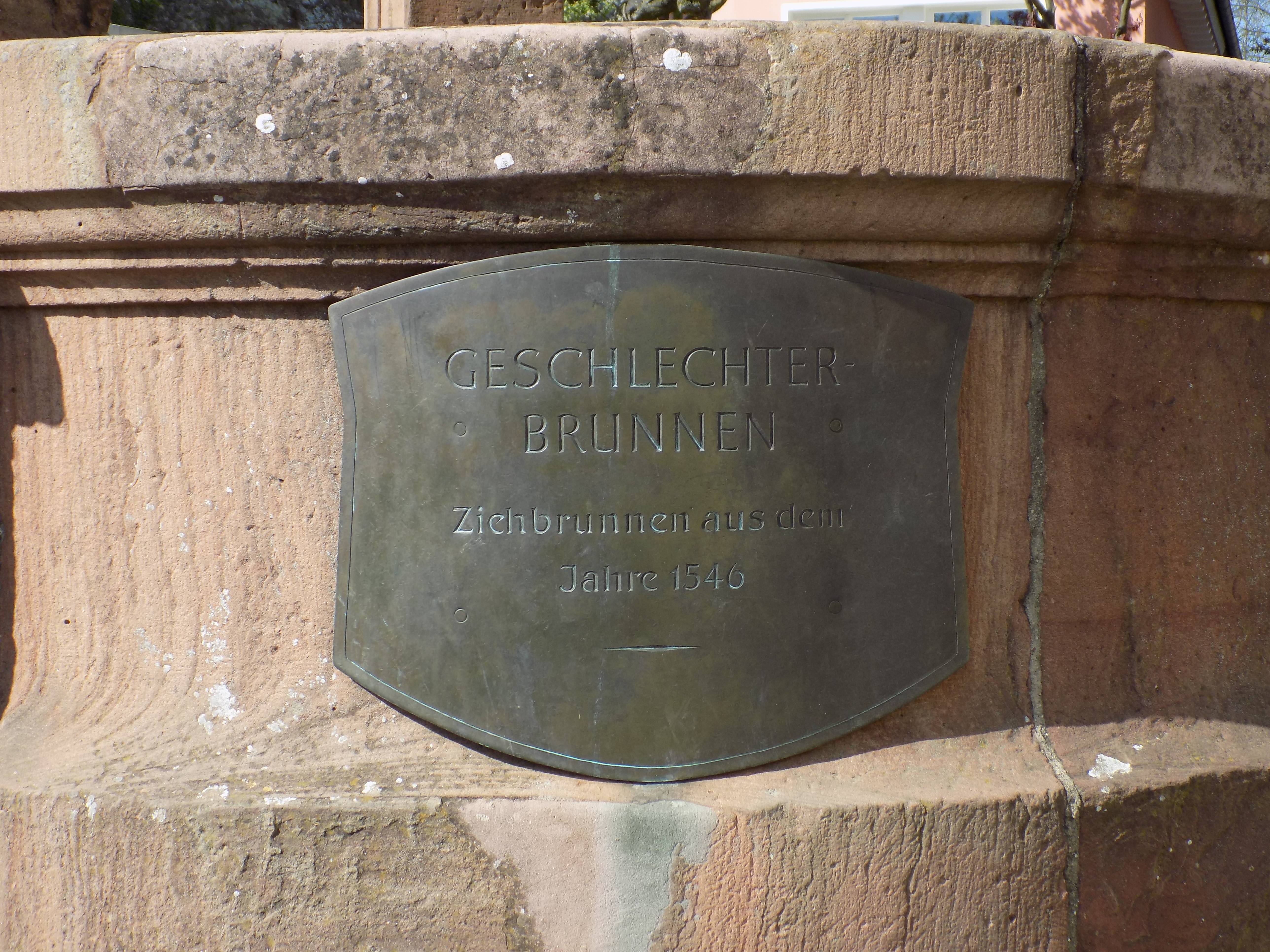
Inschriftstafel

Der Geschlechterbrunnen, dessen Name einer Inschrift auf dem Brunnenbauwerk zu entnehmen ist und der in den Denkmallisten auch als „Ritterbrunnen“ geführt wird, wurde im Stil der Renaissance 1546 gebaut und diente fortan der Trinkwasserversorgung der Oppenheimer Bevölkerung. Wie im späten Mittelalter (und der darauffolgenden Frühen Neuzeit) üblich, wurde er als Ziehbrunnen ausgeführt: Die mit dem Wasserholen beauftragten Personen mussten entsprechend die herabgelassenen und mit Wasser gefüllten Schöpfgefäße heraufziehen.
Einer weiteren Inschrift auf dem Brunnen ist die Jahreszahl 1626 zu entnehmen, was darauf hindeutet, dass der Brunnen zu dieser Zeit erneuert oder zumindest instand gesetzt wurde.
Der Brunnen trägt die Wappen der Adelsfamilien Dalberg, Frankenstein und Gemmingen, die zur Zeit des Brunnenbaus in unmittelbarer Nähe ihren Wohnsitz hatten.